# Comuna Grădiștea, Vâlcea
Grădiștea este o comună în județul Vâlcea, Oltenia, România, formată din satele Diaconești, Dobricea, Grădiștea (reședința), Linia, Obislavu, Străchinești, Turburea, Țuțuru și Valea Grădiștei.

## Demografie
Componența etnică a comunei Grădiștea
     Români (90,05%)
     Romi (2,57%)
     Alte etnii (0%)
     Necunoscută (7,38%)
Componența confesională a comunei Grădiștea
     Ortodocși (92,11%)
     Alte religii (0,13%)
     Necunoscută (7,76%)
Conform recensământului efectuat în 2021, populația comunei Grădiștea se ridică la 2.332 de locuitori, în scădere față de recensământul anterior din 2011, când fuseseră înregistrați 2.622 de locuitori. Majoritatea locuitorilor sunt români (90,05%), cu o minoritate de romi (2,57%), iar pentru 7,38% nu se cunoaște apartenența etnică. Din punct de vedere confesional, majoritatea locuitorilor sunt ortodocși (92,11%), iar pentru 7,76% nu se cunoaște apartenența confesională.

## Politică și administrație
Comuna Grădiștea este administrată de un primar și un consiliu local compus din 11 consilieri. Primarul, Ilie Boiangiu[*], de la Partidul Social Democrat, este în funcție din 2004. Începând cu alegerile locale din 2024, consiliul local are următoarea componență pe partide politice:
|  | Partid                          | Consilieri | Componența Consiliului | Componența Consiliului | Componența Consiliului | Componența Consiliului | Componența Consiliului | Componența Consiliului | Componența Consiliului | Componența Consiliului |
|  | ------------------------------- | ---------- | ---------------------- | ---------------------- | ---------------------- | ---------------------- | ---------------------- | ---------------------- | ---------------------- | ---------------------- |
|  | Partidul Social Democrat        | 8          |                        |                        |                        |                        |                        |                        |                        |                        |
|  | Partidul Național Liberal       | 2          |                        |                        |                        |                        |                        |                        |                        |                        |
|  | Alianța pentru Unirea Românilor | 1          |                        |                        |                        |                        |                        |                        |                        |                        |